# Deixlfurter Bach
Der Deixlfurter Bach ist ein Fließgewässer bei Traubing in Oberbayern.
Der Ablauf der Deixlfurter Seen aus dem Langen Weiher besitzt nach einigen hundert Metern Verlauf einen Teilungspunkt, im weiteren Verlauf werden diese Abflüsse als Starzenbach und Deixlfurter Bach bezeichnet. Der Deixlfurter Bach selbst fließt in weitgehend nordwärts gerichtetem Verlauf weiter, nimmt dann bei Traubing das Wasser des Schwarzen Grabens auf.  Ab Wieling, nach Aufnahme des Katzengrabens, dem Abfluss des Egelsees, heißt das Gewässer Wielinger Bach.